# Sommersdorf (Sassonia-Anhalt)
Sommersdorf è un comune tedesco di 1 333 abitanti situato nel land della Sassonia-Anhalt.